# One Night (Marco Calliari)
One Night è un album live del 2016 del cantautore canadese Marco Calliari. Questo album, a differenza degli altri che sono più festosi, è più intimo. Esso contiene 16 canzoni contenuti nei suoi vecchi album e altri 2 inediti in lingua francese.

## Tracce
1. Al faro est – 4:13 (M. Calliari)
2. Se avessi una vespa – 2:31 (S. Faulkner, S. Choquette)
3. Flocon d'Avril – 4:27 (testo: M. & A. Rivard – musica: M. Calliari)
4. Solo – 3:15 (M. Calliari)
5. Queste parole – 2:21 (M. Calliari)
6. La Montanara – 3:21 (T. Ortelli)
7. Leggenda di Natale – 3:57 (F. De André, G. P. Reverberi)
8. Torna a Surriento – 3:01 (E. De Curtis)
9. Caruso – 5:36 (L. Dalla)
10. Bella luna – 4:55 (M. Calliari)
11. Che confusione - Sarà perché ti amo – 3:57 (D. Pace, E. Ghinazzi, D. Farina)
12. Un Enfant – 5:00 (O. Marcellin)
13. I due fannulloni – 2:19 (M. Salvatore)
14. Alla manic – 4:10 (G. Dor)
15. Bella ciao (Mondine) – 3:28 (Anonimo popolare)
16. Amore – 6:13 (M. Calliari)
17. O sole mio – 3:53 (E. Di Capua, G. Capurro)
18. Federico – 3:12 (C. Léveillée)

Durata totale: 69:49
- Il DVD contiene dialoghi del cantante con il pubblico che invece nel CD sono omessi.

## Formazione
- Marco Calliari: voce, chitarra classica
- Amélie Poirier-Aubry: voce, accordéon, percussioni
- Julie Houle: voce, tuba, euphonium, basso elettrico
- Sheila Hannigan: violoncello
- Luzio Altobelli: arrangiamenti, accordéon, percussioni
- Guido Del Fabbro: violino, mandolino
- Jean-Sébastien Leblanc: voce, clarinetto, clarinetto basso
- Carlos Araya: voce, batteria, percussioni